# مجسمه آشورنصیرپال دوم
مجسمه آشورنصیرپال دوم نمونه نادری از مجسمه‌های آشوری است که در اواسط قرن نوزدهم در محوطه باستانی کلهو (که اکنون به نام نمرود شناخته می‌شود) توسط باستان‌شناس معروف آستن هنری لایارد پیدا شد. قدمت این مجسمه از ۸۸۳ تا ۸۵۹ قبل از میلاد، به دلیل وضعیت بی عیب و نقص و کیفیت بالای ساخت آن مورد تحسین قرار گرفته‌است. از سال ۱۸۵۱ بخشی از مجموعه موزه بریتانیا بوده‌است

## کشف
این مجسمه در ابتدا در معبد ایشتار قرار گرفت تا به پارسایی پادشاه، خدا را یادآوری کند. این مجسمه از منیزیت و پایه اصلی که روی آن قرار گرفته، از سنگی قرمز رنگ ساخته شده‌است. هر دوی این مواد در محل کشف، یافت نمی‌شوند، بنابراین احتمالاً پس از یک لشکرکشی به خارج از کشور به نمرود آورده شده‌اند. لایارد مجسمه و پایه را در محل اصلی خود در سال ۱۸۵۰ پیدا کرد. ظرف یک سال پس از کشف، مجسمه به لندن فرستاده شد.

## شرح
این مجسمه، آشورنصیرپال را بدون تاج پادشاهی آشوری نشان می‌دهد که به بیننده اجازه می‌دهد مو و ریش پادشاه را که در آن زمان به صورت بلند متداول بوده‌است، ببیند. مفسران خاطرنشان می‌کنند که ریش مجسمه از آن چیزی که یک شهروند آشوری معمولی می‌توانست داشته باشد، چشمگیرتر است. نیم تنه پادشاه با تونیک آستین کوتاه و شال پوشیده شده‌است. به نظر می‌رسد که در دست راستش نوعی داس است. در آیین آشوری گاهی خدایان را با استفاده از داس، به عنوان سلاحی برای مبارزه با دیوها نشان می‌دادند. در دست چپ شاه گرزی بسته شده که نماد قدرتی است که به عنوان نایب السلطنه خدای عالی آشور به او داده شده‌است.

## سنگ نوشته
در بالای سینه شاه، کتیبه ای به خط میخی هشت خطی وجود دارد که القاب و شجره نامه او را اعلام می‌کند و به لشکرکشی که او از رود دجله تا کوه لبنان و «دریای بزرگ» (که مدیترانه فرض می‌شود)، اشاره می‌کند.